# Winn Memorial Library
Die Winn Memorial Library (auch Woburn Public Library) ist eine öffentliche Bibliothek in Woburn im Bundesstaat Massachusetts der Vereinigten Staaten. Das nach seinem Stifter Charles Bowers Winn benannte Gebäude wurde Mitte des 19. Jahrhunderts errichtet und 1976 in das National Register of Historic Places aufgenommen. Seit 1987 ist es als National Historic Landmark anerkannt.

## Architektur
Das Gebäude wurde von Henry Hobson Richardson entworfen und ist die einzige Bibliothek aus seiner Feder, die im Lauf der Zeit nicht durch Anbauten vergrößert wurde. Sie weist die Form eines Lateinischen Kreuzes auf und ist 49,7 m lang.
Das Gebäude ist um knapp 23 m von der Straße zurückversetzt und vollständig von einer Rasenfläche umgeben. Das größtenteils im Stil der Romanischen Architektur gehaltene Bauwerk weist zusätzlich Neugotische Einflüsse auf und besteht im Wesentlichen aus braunem Buntsandstein aus Springfield, Massachusetts und cremefarbenem Sandstein aus Ohio sowie Granit für Dekorationselemente.
Das ursprünglich tiefrote Dach wurde 1914 gegen eine Kombination aus Kupfer- und roten Schieferelementen ausgetauscht, wobei neben dem Farbschema auch die formgebenden Konturen bestmöglich erhalten wurden. Der knapp 24 m hohe Turm enthält eine Wendeltreppe vom Vestibül hinauf in den ersten Stock. An seinem Fuß befindet sich der Portikus mit horizontal gestreiften Säulen. An einer der äußeren Ecken sitzt ein Wasserspeier in Form eines Löwenadlers.

## Historische Bedeutung

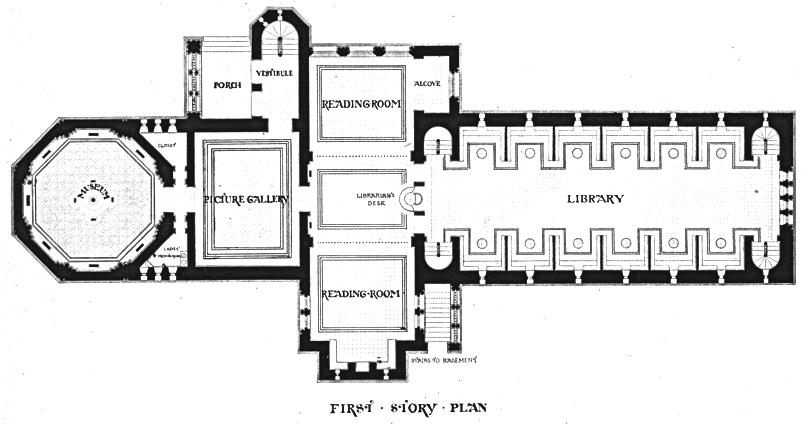
Grundriss des Erdgeschosses

Die Winn Memorial Library zählt zu den wichtigsten Entwürfen von Henry Hobson Richardson während seiner kreativsten Periode zwischen 1870 und 1878. Die Familie Winn, nach der das Gebäude benannt wurde, zählt bis heute zu den bekanntesten in Woburn. Das erste Kind, das im Geburtsregister der Stadt eingetragen wurde, war am 5. Dezember 1641 Increase Winn. Im Zuge der Umwandlung der Stadt zu Beginn des 19. Jahrhunderts von der Landwirtschaft zur Industrie – insbesondere der Lederverarbeitung – profitierte Jonathan Bowers Winn von dieser Entwicklung, der Partner einer Lederfabrik war.
1855 schlug er der Stadt Woburn vor, eine öffentliche Bibliothek nach Bostoner Vorbild einzurichten, und der Stadtrat stimmte zu. Noch im selben Jahr wurde damit die Woburn Public Library gegründet und am 20. August 1856 für die Öffentlichkeit zugänglich gemacht.
Er vererbte sein gesamtes Vermögen an seinen Sohn Charles Bowers Winn, der unverheiratet 1875 starb und damit seinen Vater nur um zwei Jahre überlebte. In seinem Testament stellte Charles der Stadt Woburn Finanzmittel in Höhe von geschätzten 227.000 US-Dollar (heute ca. 5.783.000 Dollar bzw. 5.342.000 Euro) für die Errichtung und Unterhaltung einer neuen und größeren öffentlichen Bibliothek zur Verfügung.
Charles legte zudem fest, dass die Bibliothek zwar einen neutralen Namen haben, aber an seinen Vater erinnern solle, was durch die Anbringung einer Gedenktafel realisiert wurde.
Bei ihrer Eröffnung am 1. Mai 1879 verfügte die neue öffentliche Bibliothek Woburns über 16.500 Bücher, von denen mehr als die Hälfte neu beschafft worden war. Die Kapazität der Bücherregale war auf 50.000 Bücher ausgelegt und bot damit noch reichlich Wachstumspotenzial.